# Altec Lansing
Altec Lansing  es una compañía de electrónica de audio, que fabrica productos de audio y multimedia para la casa, uso profesional y autos.

## Historia
Altec Lansing tiene una historia desde 1927 cuando el sonido de la película The Jazz Singer se introdujo por primera vez. Los ingenieros de Western Electric, quienes más tarde formaron Altec Lansing, desarrollaron la tecnología. La película El sonido de silencio fue una obra de Altec Lansing. El vicepresidente el sr. C.CASTRO y el presidente el sr. Josue Felipe Estela  comunicaron la disolución y ventas de las acciones en marzo por malos manejos por parte de su administrador. Mientras tanto  la junta de acreedores representada por su presidente el sr. Echandia piensa en tomar las instalaciones principales como garantía de pago en relación con sus a creencias.